# Lliga espanyola d'hoquei sobre patins masculina 1971-1972
La tercera edició de la Lliga espanyola d'hoquei patins masculina, denominada en el seu moment Divisió d'Honor, s'inicià el 2 d'octubre de 1971 i finalitzà el 16 d'abril de 1972.
Va aconseguir el títol el Reus Deportiu i van descendir l'At. Montemar d'Alacant i el RCD Espanyol. El CN Reus Ploms va mantenir la categoria en una promoció posterior.

## Participants
| - FC BARCELONA - REUS DEPORTIU - HC SENTMENAT - AT MONTEMAR - CH MATARÓ - CE ARENYS MUNT - RCD ESPANYOL | - CP VOLTREGÀ - CP VILANOVA - CN REUS PLOMS - CE VENDRELL - AA NOIA - FEMSA - CP CALAFELL |

## Llegenda
| Pts = Punts totals PJ = Partits jugats PG = Partits guanyats PE = Partits empatats PP = Partits perduts GF = Gols a favor |  | GC = Gols en contra DG = Diferència de gols (GF-GC) Ressaltat en verd = Equip campió de lliga. Ressaltat en blau = Equip que promociona per la permanència. Ressaltat en vermell = Equip descendent de categoria. |  |  |

## Fase Regular

### Classificació
| Pos | Equip                 | Pts | PJ | PG | PE | PP | GF  | GC  | DG  |
| --- | --------------------- | --- | -- | -- | -- | -- | --- | --- | --- |
| 1   | Reus Deportiu         | 42  | 26 | 20 | 2  | 4  | 159 | 77  | +82 |
| 2   | FC Barcelona          | 38  | 26 | 18 | 2  | 6  | 150 | 74  | +76 |
| 3   | AA Noia               | 36  | 26 | 17 | 2  | 7  | 108 | 75  | +33 |
| 4   | HC Sentmenat          | 36  | 26 | 17 | 2  | 7  | 108 | 92  | +16 |
| 5   | CE Arenys de Munt (*) | 30  | 26 | 14 | 3  | 9  | 99  | 77  | +22 |
| 6   | Cerdanyola CH         | 28  | 26 | 12 | 4  | 10 | 107 | 97  | +10 |
| 7   | CP Calafell           | 23  | 26 | 11 | 1  | 14 | 79  | 89  | -10 |
| 8   | CP Voltregà           | 22  | 26 | 10 | 2  | 14 | 114 | 132 | -18 |
| 9   | FEMSA                 | 21  | 26 | 9  | 3  | 14 | 101 | 130 | -29 |
| 10  | CH Mataró             | 21  | 26 | 10 | 1  | 15 | 89  | 115 | -26 |
| 11  | CE Vendrell (**)      | 20  | 26 | 10 | 2  | 14 | 89  | 109 | -20 |
| 12  | CN Reus Ploms         | 19  | 26 | 9  | 3  | 14 | 92  | 112 | -20 |
| 13  | AT. Montemar          | 17  | 26 | 6  | 5  | 15 | 91  | 144 | -53 |
| 14  | RCD Espanyol          | 8   | 26 | 3  | 2  | 20 | 100 | 163 | -63 |

(*) 1 punt de sanció pel CE Arenys de Munt
(**) 2 punts de sanció pel CE Vendrell

## Promoció
|        |     |               |  |
| CP Vic | 2-2 | CN Reus Ploms |  |
|        |     |               |  |

|               |     |        |  |
| CN Reus Ploms | 6-4 | CP Vic |  |
|               |     |        |  |